# Darren Clarke (Golfspieler)
Darren Clarke, OBE (* 14. August 1968 in Dungannon, Nordirland) ist ein nordirischer Profigolfer, der seit Jahren sowohl auf der European Tour als auch der US-amerikanischen PGA Tour spielt. Auffällig ist seine Angewohnheit, während der Golfrunde gelegentlich Zigarren zu rauchen.

## Leben
Clarke, der in seiner Jugend Rugby gespielt hatte, begann im Alter von 11 Jahren mit dem Golfen. Nachdem er 1990 mit der Spanish Amateur Open Championship und der Irish Amateur Closed Championship zwei Titel im Amateurbereich gewonnen hatte, spielt Clarke seit 1991 auf der European Tour. 1993 gewann er mit den Alfred Dunhill Open sein erstes Turnier im Profi-Bereich. Im Jahr 2000 siegte er bei der WGC-World Matchplay Championship, wobei er im Finale Tiger Woods deutlich bezwang. Seine bislang besten Jahre auf der europäischen Tour waren 1998, 2000 und 2003 mit jeweils zweiten Plätzen in der Geldrangliste (European Tour Order of Merit). Im prestigeträchtigen Ryder Cup spielte er von 1997 bis 2006 in ununterbrochener Reihenfolge für die europäische Mannschaft. 2005 ließ er mehrere Turniere aus, um seine krebskranke Frau Heather zu betreuen. Im August 2006 erlag sie ihrem Leiden. In diesem Jahr wurde er vom Kapitän Ian Woosnam als captain's pick (freie Wahl des Kapitäns) beim Ryder Cup aufgestellt, blieb in allen seinen drei Matches siegreich und trug somit wesentlich zum Sieg Europas bei. 2011 gewann er The Open Championship, sein erster Triumph bei einem Major-Turnier.
Im Januar 2012 wurde Clarke mit dem Laureus Sport Award in der Kategorie World Comeback of the Year ausgezeichnet.

## Spielstil
Darren Clarke ist ein sogenannter streaky player, was im Golfjargon bedeutet, dass man Serien von Löchern unter par spielen kann und prädestiniert für rekordverdächtige Runden ist. Gelegentlich kann sich das aber genau ins Gegenteil umkehren, und gerade Clarke hat schon so manches Turnier lustlos abgeschenkt.

## Turniersiege

### Siege als Amateur
- 1990: Spanish Amateur Open Championship, Irish Amateur Championship

### Major-Championship-Siege (1)
- 2011: The Open Championship

### WGC-Championship-Siege (2)
- 2000: WGC-World Matchplay Championship
- 2003: WGC NEC Invitational

### European-Tour-Siege (11)
- 1993: Alfred Dunhill Open
- 1996: Linde German Masters

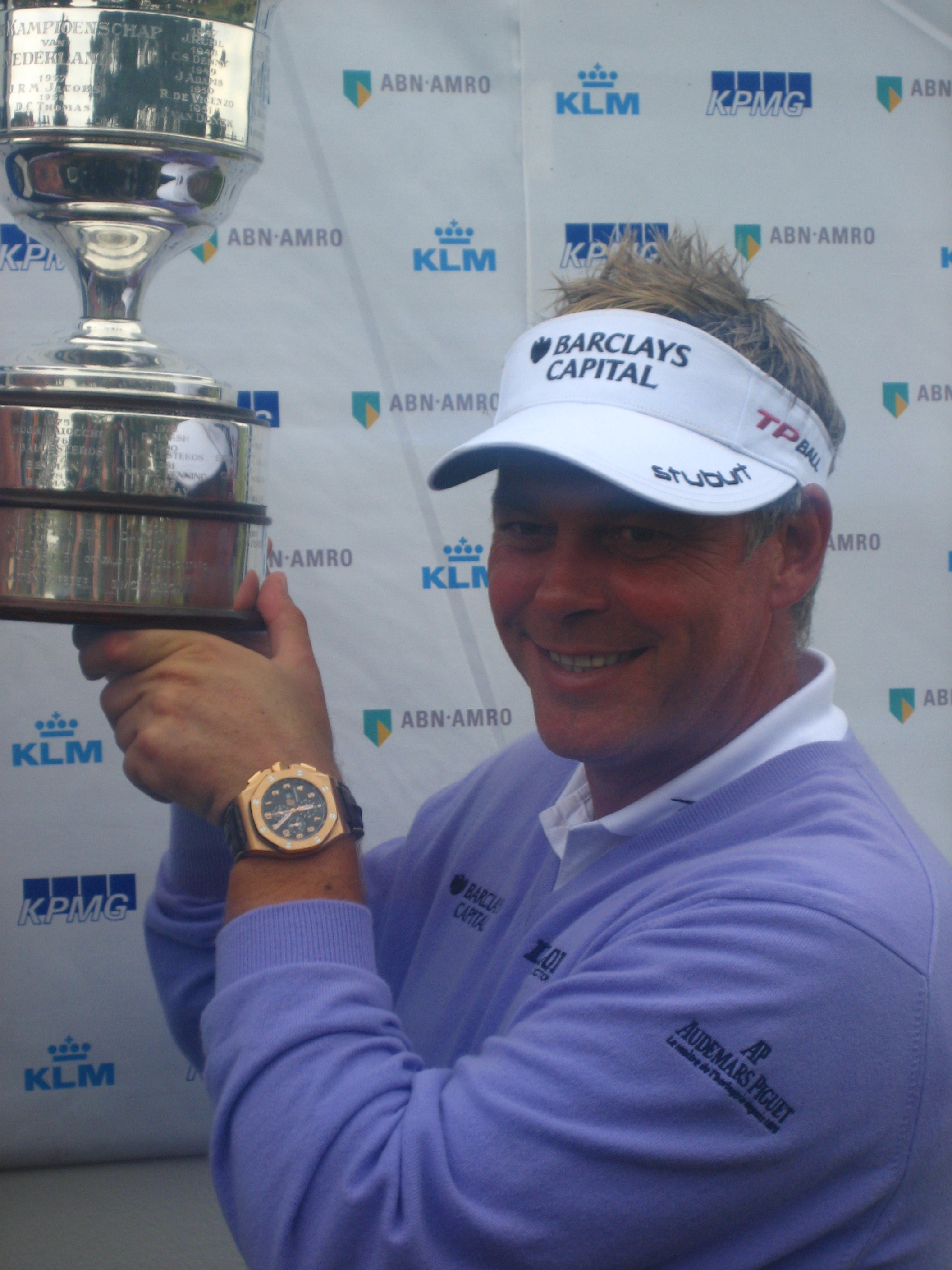
Darren Clarke mit dem Siegerpokal bei den KLM Open 2008

- 1998: Benson and Hedges International Open, Volvo Masters
- 1999: Compass Group English Open
- 2000: Group English Open
- 2001: Smurfit European Open
- 2002: Compass Group English Open
- 2008: BMW Asian Open (gemeinsames Event mit der Asian Tour), The KLM Open
- 2011: Iberdrola Open

### Japan-Golf-Tour-Siege(3)
- 2001: Chunichi Crowns
- 2004: Mitsui Sumitomo VISA Taiheiyo Masters
- 2005: Mitsui Sumitomo VISA Taiheiyo Masters

### Challenge-Tour-Siege(1)
- 2003: Benmore Developments Northern Ireland Masters

### Weitere Turniersiege (4)
- 1992: Ulster Professional Championship
- 1994: Irish National PGA Championship
- 2001: Dimension Data Pro-Am
- 2010: JP McManus Invitational Pro-Am

## Ergebnisse in Major-Turnieren
| Turnier               | 1991 | 1992 | 1993 | 1994 | 1995 | 1996 | 1997 | 1998 | 1999 | 2000 | 2001 | 2002 | 2003 | 2004 |
| --------------------- | ---- | ---- | ---- | ---- | ---- | ---- | ---- | ---- | ---- | ---- | ---- | ---- | ---- | ---- |
| The Masters           | DNP  | DNP  | DNP  | DNP  | DNP  | DNP  | DNP  | T8   | CUT  | T40  | 24   | T20  | T28  | CUT  |
| US Open               | DNP  | DNP  | DNP  | CUT  | DNP  | CUT  | T43  | T43  | T10  | T53  | T30  | T24  | T42  | CUT  |
| The Open Championship | T64  | CUT  | T39  | T38  | T31  | T11  | T2   | CUT  | T30  | T7   | T3   | T37  | T59  | T11  |
| PGA Championship      | DNP  | DNP  | DNP  | DNP  | DNP  | DNP  | CUT  | DNP  | CUT  | T9   | CUT  | CUT  | CUT  | T13  |

| Turnier               | 2005 | 2006 | 2007 | 2008 | 2009 | 2010 | 2011 | 2012 | 2013 | 2014 | 2015 | 2016 | 2017 | 2018 |
| --------------------- | ---- | ---- | ---- | ---- | ---- | ---- | ---- | ---- | ---- | ---- | ---- | ---- | ---- | ---- |
| The Masters           | T17  | T22  | CUT  | DNP  | DNP  | DNP  | DNP  | CUT  | T11  | T44  | T52  | CUT  | DNP  | DNP  |
| US Open               | DNP  | 56   | DNP  | DNP  | CUT  | DNP  | DNP  | DNP  | CUT  | CUT  | CUT  | DNP  | DNP  | DNP  |
| The Open Championship | T15  | CUT  | CUT  | DNP  | T52  | T44  | 1    | CUT  | T21  | T26  | CUT  | T30  | CUT  | CUT  |
| PGA Championship      | CUT  | DNP  | T42  | CUT  | CUT  | T48  | CUT  | T54  | 75   | CUT  | CUT  | CUT  | DNP  | DNP  |

| Turnier               | 2019 | 2020 | 2021 | 2022 | 2023 | 2024 | 2025 |
| --------------------- | ---- | ---- | ---- | ---- | ---- | ---- | ---- |
| The Masters           | DNP  | DNP  | DNP  | DNP  | DNP  | DNP  | DNP  |
| PGA Championship      | DNP  | DNP  | DNP  | DNP  | DNP  | DNP  | DNP  |
| US Open               | DNP  | DNP  | DNP  | DNP  | DNP  | DNP  | DNP  |
| The Open Championship | CUT  | KT   | CUT  | CUT  | CUT  | T75  | CUT  |

LA = Bester Amateur

DNP = nicht teilgenommen

CUT = Cut nicht geschafft

„T“ = geteilte Platzierung

WD = Teilnahme zurückgezogen

KT = Kein Turnier (Ausfall wegen Covid-19)

Grüner Hintergrund für Sieg

Gelber Hintergrund für Top 10.

## Teilnahmen in Mannschaftswettbewerben
- Ryder Cup (Europa): 1997 (Sieger), 1999, 2002 (Sieger), 2004 (Sieger), 2006 (Sieger), 2012 (non playing Vice Captain) 2016 (non playing Captain)
- Alfred Dunhill Cup (Nordirland): 1994, 1995, 1996, 1997, 1998, 1999
- World Cup (Nordirland): 1994, 1995, 1996
- Seve Trophy (Großbritannien & Irland): 2000, 2002 (Sieger), 2011 (Sieger)
- Royal Trophy: 2007 (Sieger)